# St. Olaf
St. Olaf è un comune degli Stati Uniti d'America, situato nello Stato dell'Iowa, nella contea di Clayton.